# カライワシ上目
カライワシ上目（カライワシじょうもく、Elopomorpha）は、硬骨魚類の分類群の一つ。レプトケファルス（葉形仔魚）と呼ばれる、独特な幼生期を経て成長することが特徴の一群である。一部は深海へ進出した。
現生の魚類としてはカライワシ目・ソトイワシ目・ウナギ目およびフウセンウナギ目の4目が含まれ、計24科156属、およそ856種が記載される。他に絶滅したグループとして Crossognathiformes 目が所属する。

## 概要

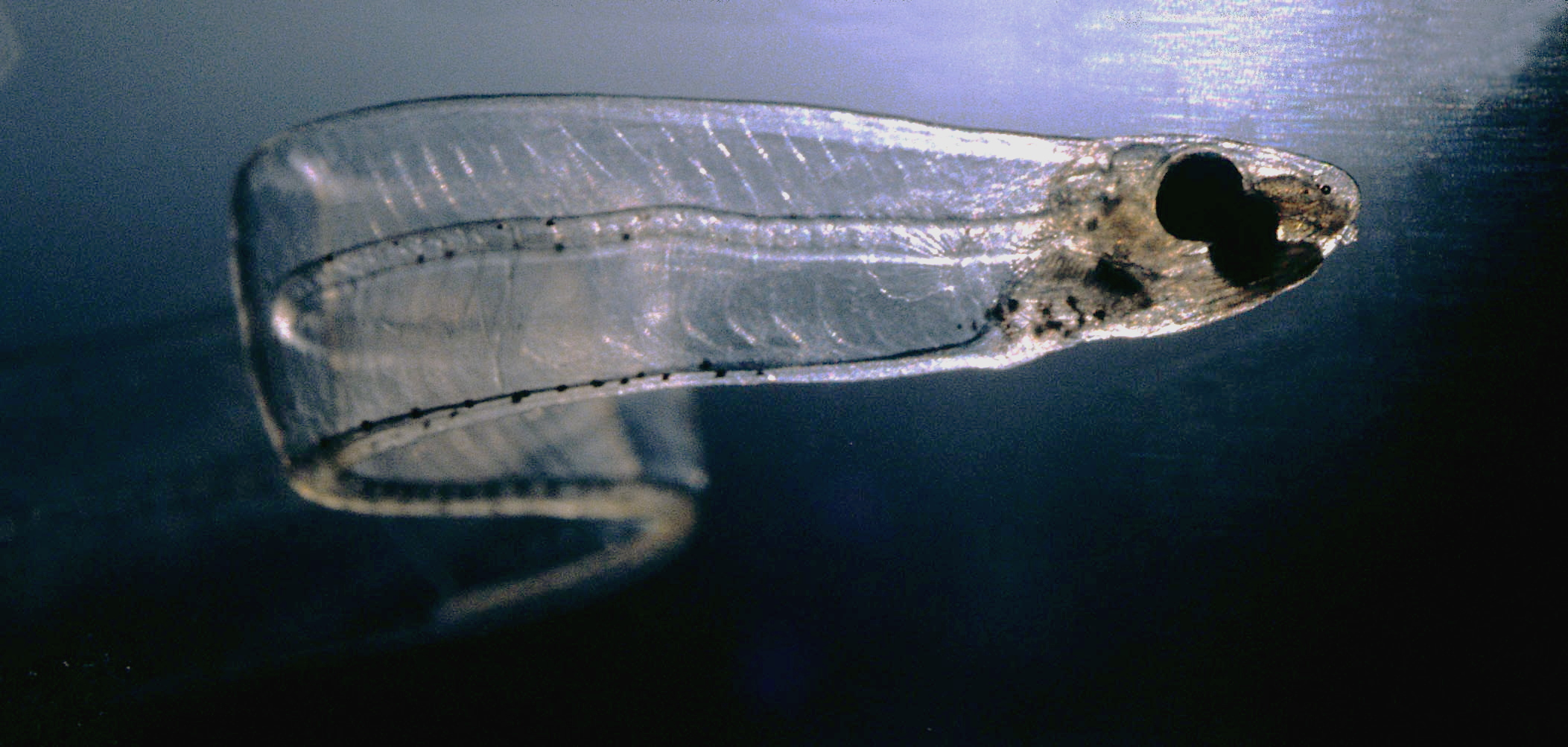
アナゴ類のレプトケファルス幼生。幼生の体長は種類によってさまざまで、数センチメートル程度のものから2メートルに達する場合もある

カライワシ上目は真骨類に所属する硬骨魚類の中では、アロワナ上目に次いで早期に出現した一群と考えられている。現生の4目に加え、化石種のみが知られる Crossognathiformes 目の計5目が本上目にまとめられる。かつて独立の目として扱われていたソコギス目は、現在ではソトイワシ目に含められている。所属する現生種はほとんどが海水魚で、淡水産種は6種のみ。
本上目の仔魚はレプトケファルス幼生と呼ばれ、左右に平たく側扁した透明な体をもつ。一般的に成魚とはまったく異なる外見をもち、体長の大幅な縮小を伴う変態を経て稚魚期に移行する。骨格上の共通点としては、鰓条骨はたいてい15個以上であること、副蝶形骨に歯をもつことなどがある。カライワシ上目より遅れて出現したニシン上目・骨鰾上目の仲間にみられるような、浮き袋と内耳を連絡する構造は存在しない。

## 分類
現生のカライワシ上目はカライワシ目（2科2属約8種）、ソトイワシ目（3科8属約30種）、ウナギ目（15科141属約791種）、およびフウセンウナギ目（4科5属28種）の4目で構成され、合計24科156属、およそ856種が所属する。本上目の分類はそれぞれのレプトケファルス幼生の特徴に大きく依存しているが、内部の類縁関係がそれのみによって規定できるのか、そもそもレプトケファルスの存在が真に単系統群を構成するのかという点については今なお議論がある。
以下に示す分類群以外に、系統的位置付けが不明な絶滅群としてAnaethalionidae 科 （ジュラ紀後期、3属を含む）の存在が知られている。
- カライワシ目 Elopiformes
  - カライワシ科 Elopidae

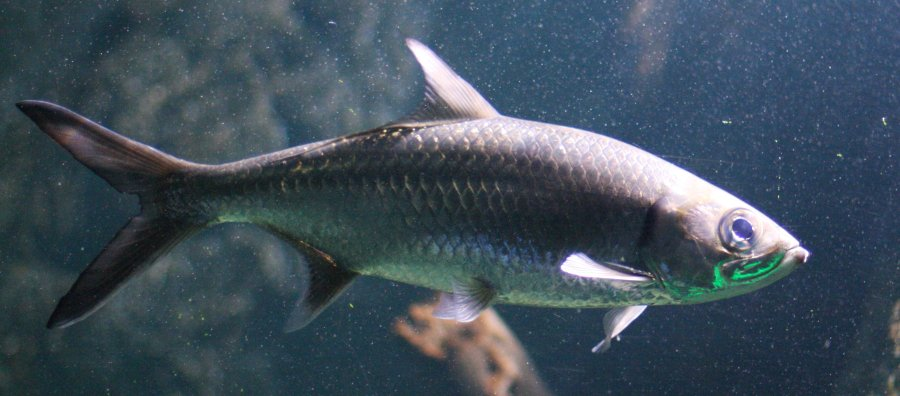
イセゴイ Megalops cyprinoides （カライワシ目）。本目の葉形仔魚は5cm程度と小さく、尾鰭は二又に分かれる

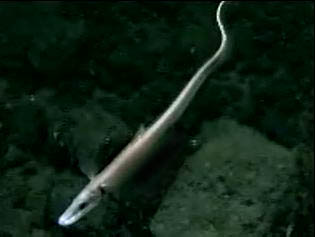
トカゲギス科の1種 sp. （ソトイワシ目）。ソコギス亜目のレプトケファルス幼生は非常に大きく、2mに達する例もある

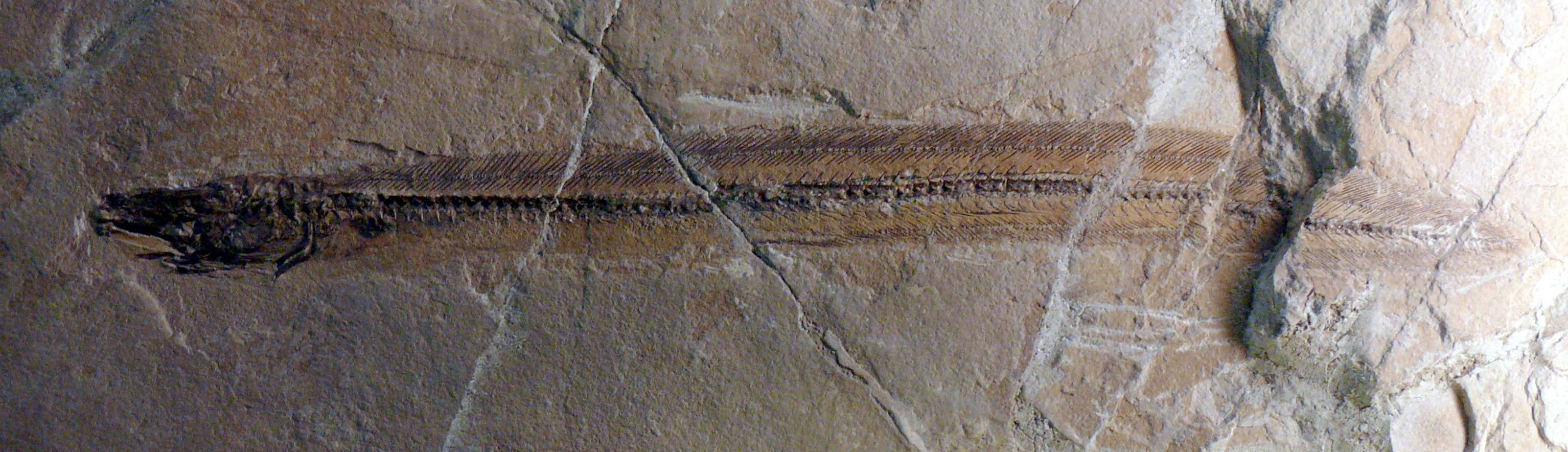
ウナギ目の化石種 Paranguilla tigrina。最古のウナギ類は白亜紀後期の地層から見つかっている

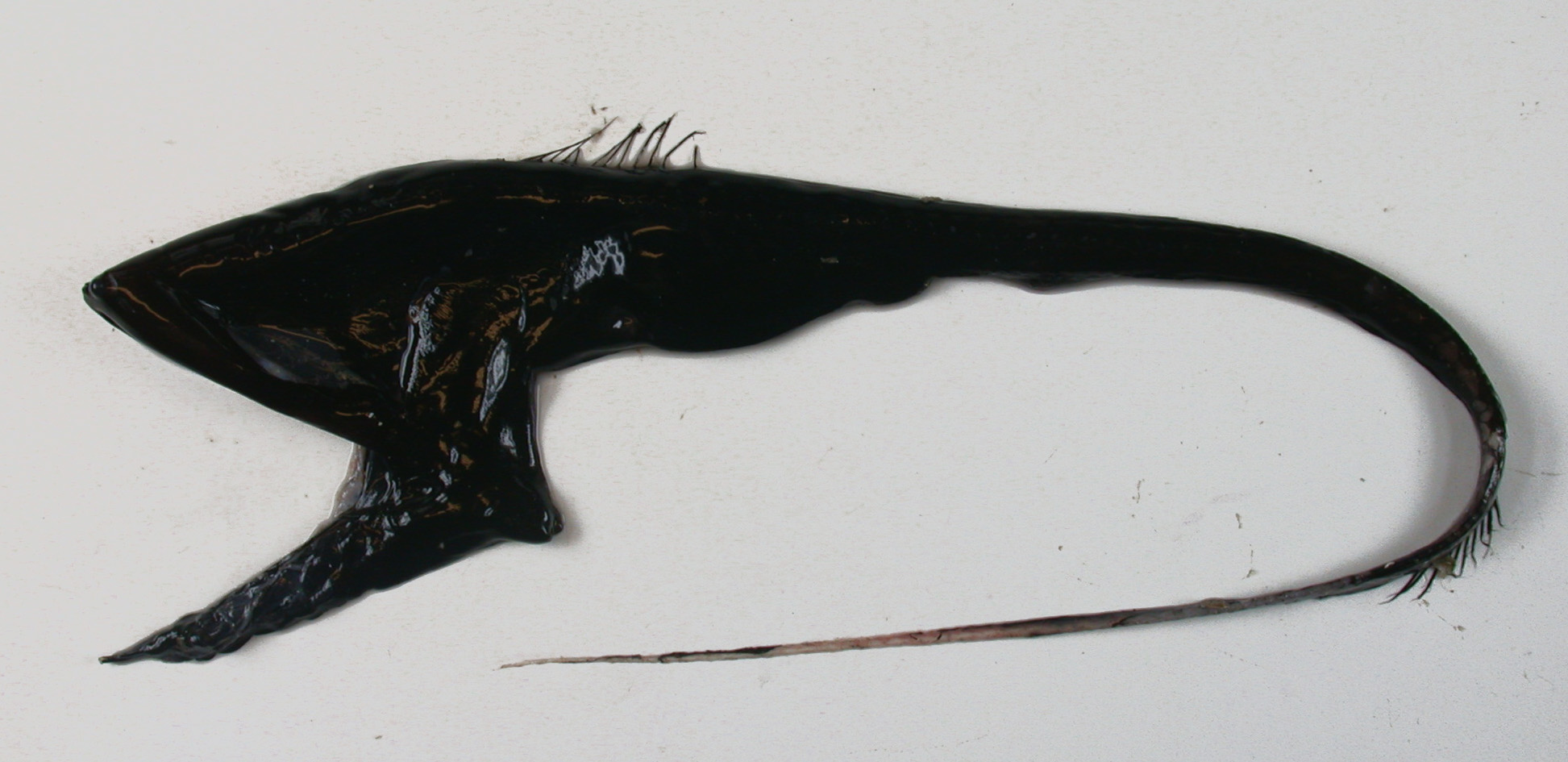
フクロウナギ Eurypharynx pelecanoides （フウセンウナギ目）。体高の高い仔魚をもつことが特徴。本目はウナギ目に含められる場合もある

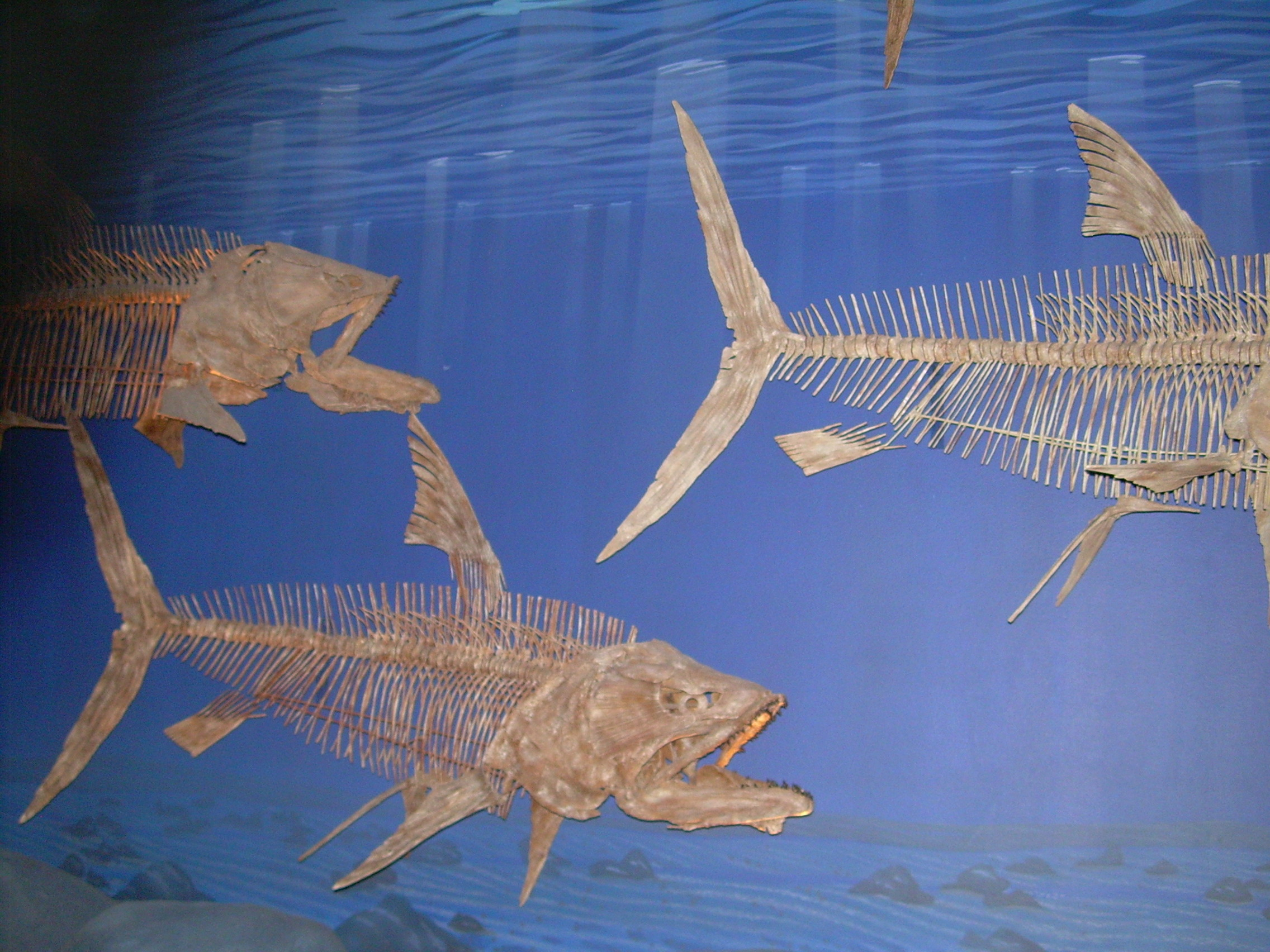
科の化石種（Pachyrhizodus caninus）。本科は始新世までに絶滅したグループで、6属が含まれる

  - イセゴイ科 Megalopidae （イセゴイ・ターポン）
- ソトイワシ目 Albuliformes
  - ソトイワシ亜目 Albuloidei
    - ソトイワシ科 Albulidae （ギスなど）

  - ソコギス亜目 Notacanthoidei
    - トカゲギス科 Halosauridae
    - ソコギス科 Notacanthidae （タヌキソコギスなど）
- ウナギ目 Anguilliformes
  - ウナギ亜目 Anguilloidei
    - ウナギ科 Anguillidae （ウナギ・オオウナギなど）
    - ザトウウナギ科 Heterenchelyidae
    - ハリガネウミヘビ科 Moringuidae

  - ウツボ亜目 Muraenoidei
    - イワアナゴ科 Chlopsidae
    - ヒレウツボ科 Myrocongridae
    - ウツボ科 Muraenidae （ウツボ・ハナヒゲウツボなど）

  - アナゴ亜目 Congroidei
    - ホラアナゴ科 Synaphobranchidae
    - ウミヘビ科 Ophichthidae
    - フサアナゴ科 Colocongridae
    - ヘラアナゴ科 Derichthyidae
    - ハモ科 Muraenesocidae （ハモ）
    - シギウナギ科 Nemichthyidae （シギウナギ）
    - アナゴ科 Congridae （マアナゴ・チンアナゴなど）
    - クズアナゴ科 Nettastomatidae
    - ノコバウナギ科 Serrivomeridae
- フウセンウナギ目 Saccopharyngiformes
  - ヤバネウナギ亜目 Cyematoidei
    - ヤバネウナギ科 Cyematidae

  - フウセンウナギ亜目 Saccopharyngoidei
    - フウセンウナギ科 Saccopharyngidae（フウセンウナギ）
    - フクロウナギ科 Eurypharyngidae （フクロウナギ）
    - タンガクウナギ科 Monognathidae
- †Crossognathiformes 目（絶滅）
白亜紀の地層から出土する海産魚の一群で、3科9属が含まれる[3]。うち少なくとも1属（Platinx 属）は始新世中期まで生き残った。化石は主としてヨーロッパ・南北アメリカ大陸・オーストラリアから見つかっている。口蓋骨・下尾骨など骨格の特徴から2亜目に細分される。
  - †Crossognathoidei 亜目（絶滅）
    - †Crossognathidae 科（絶滅）

  - †Pachyrhizodontoidei 亜目（絶滅）
    - †Notelopidae 科（絶滅）
    - †Pachyrhizontidae 科（絶滅）